# Tlahuilapa
Tlahuilapa är en ort i Mexiko.   Den ligger i kommunen Xilitla och delstaten San Luis Potosí, i den centrala delen av landet, 220 km norr om huvudstaden Mexico City. Tlahuilapa ligger 665 meter över havet och antalet invånare är 413.
Terrängen runt Tlahuilapa är kuperad åt nordost, men åt sydväst är den bergig. Terrängen runt Tlahuilapa sluttar österut. Runt Tlahuilapa är det ganska tätbefolkat, med 90 invånare per kvadratkilometer. Närmaste större samhälle är Villa Terrazas, 10,2 km öster om Tlahuilapa. I omgivningarna runt Tlahuilapa växer i huvudsak städsegrön lövskog.